# Krew Marilyn Monroe
Krew Marilyn Monroe – drugi album zespołu Róże Europy wydany w 1989 przez Pronit (nagrany między 17 lutego a 1 maja 1989 w Tonpressie KAW).
Strona 1
1. Kobiety nowoczesnych szminek (muz. Róże Europy, sł. P. Klatt) – 3:30
2. 106 dni i nocy (muz. Róże Europy, sł. P. Klatt) – 3:18
3. Uroczysty jak Boże Narodzenie (muz. Róże Europy, sł. P. Klatt) – 3:55
4. Ławka oczekujących do strzelnicy (muz. Róże Europy, sł. P. Klatt) – 2:33
5. Kości czerwone, kości czarne (muz. Róże Europy, sł. P. Klatt) – 5:30

Strona 2
1. Krew Marilyn Monroe (muz. Róże Europy, sł. P. Klatt) – 3:29
2. Surfingujące buty (muz. Róże Europy, sł. P. Klatt) – 3:03
3. Rendez-vous z koszerną (muz. Róże Europy, sł. P. Klatt) – 3:25
4. Żyj szybko, kochaj mocno, umieraj młodo (muz. Róże Europy, sł. P. Klatt) – 4:05
5. Witraże na kolację i śniadanie (muz. Róże Europy – sł. P. Klatt) – 4:17

## Twórcy
- Piotr Klatt – wokalista, reżyser nagrania
- Jacek Klatt – gitarzysta basowy
- Artur Orzech – gitarzysta, asystent
- Adam Swędera – perkusista

oraz
- Michał Grymuza – gitarzysta
- Robert Szambelan, Zbigniew Niewiadomski – programista perkusji
- Paweł Danikiewicz – operator MIDI
- Ryszard Pawlicki – redaktor
- Andrzej Martyniak – realizator dźwięku, reżyser nagrania
- Dariusz Gospodarczyk – asystent